# Partit d'Alliberament Democràtic de Jammu i Caixmir

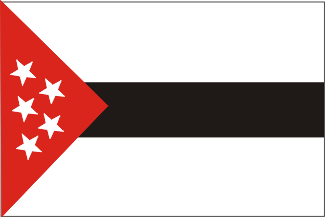
primera bandera

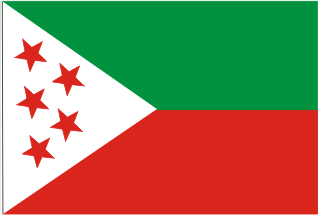
segona bandera

Partit d'Alliberament Democràtic de Jammu i Caixmir és un partit polític de Caixmir que actua a Jammu i Caixmir, dirigit per Hashim Qureshi, que el 1971 va segrestar un avió indi, i que fou un dels fundadors el 1977 del Front d'Alliberament de Jammu i Caixmir (Jammu and Kashmir Liberation Front). Va fundar el partir el 1996 estant exiliat a Holanda i va tornar a Caixmir el 2001.